# 瑞士航空306號班機空難
瑞士航空306號班機（SR306），為一架從蘇黎世經日內瓦前往羅馬的固定航班，這架飛機於1963年9月4日在起飛不久後墜毀，機上乘客和機組員共80人，無一生還。
班機預定清晨六點（UTC）起飛，當天的蘇黎世國際機場正起濃霧，班機於上午6點4分前往34跑道，經過8分鐘在跑道上視察濃霧後回到34跑道的起端，6點13分起飛。但是起飛約四分鐘後，飛機左機翼冒出黑煙，到了6點20分，飛行高度約2700公尺，飛機開始失速。6點21分，機長發出最後一次通話，6點22分，飛機墜毀於迪雷內施，距蘇黎世國際機場約35公里處。

## 事件發生原因
在飛機開至跑道時，由於煞車產生過高的溫度，導致部份輪胎爆炸起火，而一些起火的輪胎碎片，損毀了飛機的液壓系統和油箱，液壓系統損壞的飛機，內部的液壓油的流失導致機師無法控制飛機，導致此結果。

## 人員傷亡及後續
這起事故嚴重影響蘇黎世內的一個小村莊胡姆利孔，班機中有43名來自此村者前往日內瓦一所農業研究中心考察：
- 19對已婚夫婦（使39名介於三歲半到19歲孩童成為孤兒）
- 1位3名未成年者的母親
- 1位2名未成年者的父親
- 1位2名成年人的父親
- 2位單身人士

由於胡姆利孔的217名居民中有五分之一在這次災難中喪生，當中包括當地地方議會全體議員、學校看護以及郵局人員，當地生活秩序大受影響。絕大部分以事件成為孤兒者都在家中由親戚看護；有六名孤兒需要搬離原住處，當中一名轉投親戚家中受看護。
事故後一個月，儘管村莊遭受大量人員傷亡影響，地方議會成員仍能順利地由倖存居民黨中的52民選民票選出。然而，更需要關注的是大量農地需要由專人打理，但顯然170多名村民無法打理過多農地。有鑑於此，當地企業的學徒、警察、消防員、學生、童軍等團體應邀協助，更有人遠道而至協助打理。於是，每日有40至70名人員協助打理農地，總計約2000小時，收穫近600噸馬鈴薯，以及把大量玉米脫粒和播種。

## 類似事故
- 法國航空4590號班機

## 外部連結
- Aviation Safety Network （页面存档备份，存于） （英文）
- Civil Aviation Disasters - Swissair 306 - Pilotfriend （页面存档备份，存于） （英文）
- Der Flugzeugabsturz in Dürrenäsch 1963 （德文）

47°19′N 8°09′E / 47.317°N 8.150°E